# Ли, Алан (иллюстратор)
А́лан Ли (англ. Alan Lee; 20 августа 1947) — английский иллюстратор и концептуальный дизайнер.

## Биография
Родился в Мидлсексе. Образование получил в Илингском колледже искусств, Лондон. С 1975 года проживает в Дартмуре, Девон. Женат, имеет двух детей.

## Иллюстрации
Алан Ли проиллюстрировал десятки книг в жанре фэнтези, а также создал ряд обложек к книгам. Среди его наиболее известных работ — иллюстрации к книгам Джона Рональда Руэла Толкина, включая «Властелина колец» издания 1992 года к столетнему юбилею Толкина, «Хоббит, или Туда и обратно», «Дети Хурина».
Живописная техника Алана Ли включает в себя акварель и карандашные эскизы.

## Кинематограф
Ли и Джон Хау были главными концептуальными дизайнерами кинотрилогии Питера Джексона «Властелин колец». Впоследствии оба иллюстратора работали над трилогией «Хоббит». Джексон объяснил, как он изначально добился участия в проекте Ли, ведущего замкнутый образ жизни. Он отправил в дом Алана на юге Англии курьером посылку с двумя своими предыдущими фильмами («Забытое серебро» и «Небесные создания»), приложив записку от себя и Фрэн Уолш, что заинтересовало Ли, и тот присоединился к съёмочной группе. Ли работал с Джексоном в качестве художника-постановщика, разрабатывая дизайн объектов, оружия и доспехов. По его эскизам были созданы дизайны Изенгарда, Мории и других локаций. Также он дважды появлялся в фильмах Джексона в роли камео: в начале фильма «Властелин колец: Братство Кольца» в качестве одного из девяти королей людей, ставших впоследствии назгулами, и в фильме «Властелин колец: Две крепости» в качестве воина Рохана в оружейной (за спиной актёра Вигго Мортенсена в тот момент, когда Арагорн и Леголас говорят по-эльфийски).
Также Ли занимался концептуальным дизайном в фильмах «Легенда», «Эрик-викинг», «Кинг-Конг» и в мини-сериале «Великий Мерлин.
Через два года после завершения кинотрилогии «Властелин колец» Ли опубликовал 192-страничную коллекцию своих концептуальных иллюстраций к ней под названием The Lord of the Rings Sketchbook (издательство HarperCollins, 2005 год). В 2019 была выпущена коллекция иллюстраций Ли к кинотрилогии «Хоббит» под названием The Hobbit Sketchbook (издательство HarperCollins, 2019 год).

## Награды
За иллюстрации к книге 1978 года «Феи» (Faeries), которые Ли сделал совместно с Брайаном Фраудом, номинировался на премию «Локус», заняв второе место в голосовании.
В 1988 году получил награду «Чесли» (Chesley Award for Best Interior Illustration) за иллюстрации к книге «Сны Мерлина (Merlin Dreams) Питера Дикинсона. В том же году выиграл награду BSFA за лучшую иллюстрацию.
В 1993 году выиграл медаль Кейт Гринуэй (Kate Greenaway Medal) за лучшую иллюстрацию детской книги «Чёрные корабли перед Троей» (Black Ships Before Troy) авторства Розмари Сатклифф.
На 60-ю годовщину «Хоббита» (впервые изданного в 1937 году) Ли получил свою вторую награду «Чесли» за внутренние иллюстрации (он был финалистом данной премии восемь раз до 2011 года).
В 1998 году на Всемирном конвенте фэнтези Ли получил награду «Всемирная премия фэнтези» (World Fantasy Award) в номинации «Лучший художник» (Best Artist).
В 2000 году выиграл награду Spectrum Award за иллюстрации к фантастическим произведениям.
В 2004 году Грант Мейджор, Алан Ли и Дэн Хенна удостоились кинопремии «Оскар» в категории «лучшая работа художника-постановщика» за фильм «Властелин колец: Возвращение короля».